# Мунц Олег Володимирович
Мунц Олег Володимирович — український спортсмен, призер Паралімпійських ігор з лижних гонок 1998 та 2002 років, заслужений майстер спорту України.

## Життєпис
Народився 1966 року. Незрячий від народження. Представляючи Росію у 1998 році став призером Паралімпійських ігор в Нагано (завоював золоту, срібну та бронзову нагороди), отримав звання Майстра спорту міжнародного класу. Також він нагороджений орденом «Дружби» в Росії. Одружившись з українською дівчиною з Кіровоградщини, він переїжджає до України та до попередніх російських успіхів долучає нагороди на честь України. На Паралімпійських Іграх 2002 року в Солт-Лейк-Сіті Олег виборов дві срібні медалі до скарбнички української команди.
Має близько 30 медалей різного ґатунку, що отримав на змаганнях з лижних гонок та біатлону, у тому числі, на чемпіонатах і кубках світу періоду 2003—2005 рр. Нагороджений відзнакою Президента України — орденом «За заслуги» ІІІ ступеня.

## Нагороди
- 1998 — Орден Дружби.

- 1998 — Майстер спорту України міжнародного класу.

- 2002 — Заслужений майстер спорту України.